# فولتن فرودگاه شهرستان (ایندیانا)
فولتن فرودگاه شهرستان (ایندیانا) (به انگلیسی: Fulton County Airport (Indiana)) یک فرودگاه همگانی بهره‌برداری هوایی با کد یاتا RCR است که یک باند فرود آسفالت دارد و طول باند آن ۱۵۲۴ متر است. این فرودگاه در کشور ایالات متحده آمریکا قرار دارد و در ارتفاع ۲۴۱ متری از سطح دریا واقع شده‌است.